# Clara Basiana i Cañellas
Clara Basiana i Cañellas (Barcelona, 23 de gener de 1991) ha estat una nedadora catalana de natació sincronitzada; un cop ha deixat la competició es dedica al periodisme.
Formada al CN Kallipolis, va debutar en l'equip de natació sincronitzada el 2009. Als 21 anys va participar en els Jocs Olímpics d'Estiu de 2012 disputats a Londres, on va guanyar amb les seves companyes la medalla de bronze en la competició per equips. Al llarg de la seva carrera ha guanyat una medalla de bronze en la prova per equips del Campionat del Món de natació.
El 2010 va rebre la Medalla al Mèrit Esportiu de la Federació Catalana de Natació «per la seva trajectòria esportiva com a nedadora de sincronitzada»
L'abril de 2016 va anunciar la seva retirada de l'alta competició. Després s'ha dedicat a la tasca periodística, treballant en una cooperativa fent tasques d’acompanyament en comunicació amb perspectiva de gènere i feminista, i col·laborant amb mitjans de comunicació com La Directa en l’àmbit de feminismes i violències masclistes, així com amb la revista La Fosbury sobre esports minoritzats. Sent també una de les fundadores del Sindicat d’Habitatge de Cassoles l’any 2020.